# Gourretiinae
Gourretiinae is een onderfamilie van kreeftachtigen uit de klasse van de Malacostraca (hogere kreeftachtigen).

## Geslachten
- Gourretia de Saint Laurent, 1973
- Laurentgourretia Sakai, 2004
- Pseudogourretia Sakai, 2005